# Ruisseau d'Ardengost
Le ruisseau d'Ardengost  est une  rivière du Sud-Ouest de la France et un affluent de la Neste, donc un sous-affluent de la Garonne.

## Géographie
De 9,5 km de longueur, le ruisseau d'Ardengost prend sa source à la crête de Montaut dans les Pyrénées, sur le département des Hautes-Pyrénées et la commune d'Ardengost, et se jette dans la Neste sur la commune de Camous. Il travers également les communes de Fréchet-Aure et de Jézeau.

### Communes et département traversés
Hautes-Pyrénées : Ardengost, Fréchet-Aure, Jézeau, (Camous devenue Beyrède-Jumet-Camous).

## Principaux affluents
Le Ruisseau d'Ardengost a cinq affluents référencé par le Sandre, qui sont de  courts ruisseaux.
- (D) Ruisseau berdanson 1 km
- (D) Agalé de Pradet 1,4 km
- (D) Le Couret d'O 1,4 km
- (D) Ruisseau Agalé de la Lit 1,3 km
- (D) Coume d'Hontadet 1 km

(D) rive droite ; (G) rive gauche.